# بسانژ
شهر بسانژ (به فرانسوی: Bassenge) در شهرستان لیئژ در استان لیئژ در منطقه فدرال والوون در کشور بلژیک واقع شده‌است.